# Сулутор (Жамбылский район)
Сулуто́р (до 29 июля 2022 года — При́городное, каз. Сұлутөр) — село в Жамбылском районе Жамбылской области Казахстана, административный центр Караойского сельского округа. 

## География
Село расположено в южной части Жамбылского района, в непосредственной близости к областному центру городу Тараз, в 30 километрах к юго-востоку от районного центра села Аса. Ближайшая железнодорожная станция Тараз — расположена в 4 километрах к северо-западу от села (по дороге — 8,3 км). Соседние населённые пункты: Турксиб к юго-западу, Жалпак-Тобе к востоку, Бесагаш в 3 километрах к югу. Транспортное сообщение осуществляется посёлочными дорогами с выходом на автодорогу А-14. Высота центра населённого пункта — 660 метров над уровнем моря.

## Население
| Численность населения | Численность населения | Численность населения |
| 1989                  | 1999                  | 2009                  |
| --------------------- | --------------------- | --------------------- |
| 2945                  | ↗3586                 | ↗4500                 |

Процентное соотношение численно-преобладающих национальностей согласно переписи 1989 года:
| Национальность | Процентное соотношение |
| -------------- | ---------------------- |
| Казахи         | 29 %                   |
| Русские        | 20 %                   |
| Другие         | 51 %                   |